# کاونت بیسی
ویلیام جیمز بِیسی، ملقب به کاونت بِیسی (انگلیسی: Count Basie؛ ۲۱ اوت ۱۹۰۴ – ۲۶ آوریل ۱۹۸۴) پیانیست، آهنگساز، رهبر ارکستر جَز و هنرپیشه اهل ایالات متحده آمریکا بود. وی که بین سال‌های ۱۹۲۴ تا ۱۹۸۴ میلادی فعالیت می‌کرد نوازندگی پیانو را از مادرش فراگرفت و در نوجوانی در یک سینمای محلّی در نیوجرسی، بر روی فیلم‌های صامت پیانو می‌نواخت و البته بعدها به رهبر یکی از پُرافتخارترین دسته‌های بزرگ جَز همهٔ اعصار بدل شد.
از فیلم‌هایی که وی در آن نقش داشته‌است، می‌توان به زین‌های درخشان اشاره کرد.
وی همچنین برنده جوایزی همچون نشان افتخار آزادی رئیس‌جمهوری شده است.